# Belmontská zpráva
Belmontská zpráva (anglicky The Belmont Report) je jednou ze základních směrnic pro etické komise posuzující projekty související s lékařskými výzkumy na lidech ve Spojených státech amerických. Vydána byla 30. září 1978 v Baltimoru. Mezi základní principy Belmotské zprávy patří: úcta k lidem, respektování důstojnosti člověka, požadavek neškodit a být prospěšný, spravedlnost, informovaný souhlas, anonymita a důvěrnost. Tyto principy shrnují základní etické tradice západní kultury.
Belmontská zpráva byla vytvořena Národní komisi pro ochranu lidských subjektů biomedicínského a behaviorální výzkumu (National Commission for the Protection of Human Subjects of Biomedical and Behavioral Research) a její plný název je Belmontská zpráva: etické zásady a pokyny pro ochranu lidských subjektů výzkumu, zprávy Národní komise pro ochranu lidských subjektů biomedicínského a behaviorální výzkumu.
Belmontská zpráva v dnešní době slouží spíše jako historický dokument a poskytuje morální rámec pro pochopení předpisů pro využití lidských bytostí v experimentálních výzkumech ve Spojených státech amerických.

## Historie
Za předchůdce Belmontské zprávy lze považovat Norimberský kodex vydaný v roce 1947 který vznikl v souvislosti s Norimberským procesem v reakci na hrůzné experimenty, které byly prováděny na vězních v koncentračních táborech v nacistickém Německu v průběhu Druhé světové války. Norimberský kodex v 10 bodech formuluje základní zásady experimentování na lidech, například nutnost dobrovolného souhlasu osoby, na níž je experiment prováděn; prospěšnost experimentu; výsledek experimentu musí ospravedlňovat újmu; experiment by se měl vyvarovat všech fyzických a mentálních poškození; experiment by neměl být prováděn, pokud existuje podezření na možné způsobení smrti, nebo invalidity; měla by existovat možnost kdykoliv od experimentu odstoupit; experiment by měl provádět pouze kvalifikovaný experimentátor atd.
Jiné experimenty prováděli za Druhé světové války například japonští váleční zločinci v Jednotce 731.
Mezi další neetické výzkumy patřila Tuskegee Syphyllis Study v USA zveřejněná v roce 1972. Výzkum začal v roce 1932 a byl zaměřen na zkoumání spontánního průběhu syfilisu na afroamerických občanech, kterým nebyla podána účinná látka penicilin. Odhalení této studie vyvolalo v USA skandál, který vedl až k sepsání Belmontské zprávy a jejímu vydání v Belmontském konferenčním centru v Baltimoru 30. září 1978. Později 18. dubna 1979 byl dokument otištěn v oficiálním deníku americké vlády (The Federal Register).

## Principy
Belmontská zpráva byla sestavena na třech základních etických principech, které vymezují přístup k člověku během výzkumu – úcta k lidem, požadavek neškodit a prospěšnosti a spravedlnost. Tyto základní principy zásady nadále zůstávají pro nařízení o ochraně lidských subjektů ministerstva zdravotnictví a sociálních věcí Spojených států.

### Úcta k lidem
S každým člověkem bez výjimky se má zacházet a respektovat ho jako autonomní bytost. Autonomní bytostí je jedinec, který je schopný uvažovat nad osobními cíli a na základě toho jednat. Výzkumný pracovník musí subjektu podat informace o chystaném experimentu a mít jistotu, že byly zcela pochopeny veškerá sdělení.
Někteří lidé nejsou nezávislí či samostatní z důvodu nemoci, mentálního postižení, pokročilého věku či nevyspělosti. Tito lidé vyžadují speciální ochranu, a proto by neměli být vybíráni na základě vlastního rozhodnutí. Je nutné získat informovaný a dobrovolný souhlas od pokusné osoby na základě znalosti a porozumění čeho se výzkum týká a rizikům, kterým se subjekt vystavuje. Jedinec musí vědět, že může kdykoliv od výzkumu odstoupit.

### Požadavek neškodit a prospěšnost
Požadavek neškodit vychází z Hippokratova axiomu – ochrana subjektu před fyzickým a psychickým poškozením, před nátlakem nebo zneužitím. Účastník experimentu musí být ubezpečen, že ho výsledek nijak nepoškodí.
Nicméně, vyhýbat se případným poškozením vyžaduje ponaučení z toho, co již někoho poškodilo. Tento proces dalšího zjišťování nových informací může ohrozit ještě subjekty nových výzkumů. Hippokratova přísaha dále vyžaduje, aby lékaři pomohli nebo prospěli dle jejich nejlepšího úsudku během experimentu. Problém přichází, pokud se vyskytne naléhavá potřeba rozhodnout se, kdy je dát přednost hledání určitých přínosů navzdory spojeným rizikům nebo naopak.
Tento princip tedy posuzuje rizika a benefity výzkumu. Vedoucí výzkumu a institucionální revizní komise by nejprve měly definovat povahu a rozsah rizik a výhod a poté je systematicky vzájemně posuzovat zda riziko není na úkor prospěchu. Prospěšnost je tedy dána maximalizací prospěchu a minimalizací škod.

### Spravedlnost (ekvita)
Dnešní smysl pro spravedlnost dle Belmontské zprávy znamená, že při výběru osoby, na níž bude výzkum prováděn, bude pečlivě zvážen a s osobou bude spravedlivě zacházeno. Nemělo by docházet k vybírání či naopak diskriminaci subjektů na základě jejich rasy, ekonomické situace či jiném podobném faktoru. Výzkumní pracovníci a členové revizní komise by měli považovat za nezbytné provádět pravidelné záznamy o výzkumu, které dokáží jak účinnosti nových léků či postupů, tak stav pacienta během jednotlivých etap. V rámci tohoto principu se berou v potaz předešlé dva, tedy aby nedocházelo k poškozování pokusné osoby a nebyly odepírány práva. Zajišťuje také objasnění výsledků získaných ve studii, právo na soukromí, důvěrnost, ochranu údajů, zachování anonymity a zdvořilost.

### Respektování důstojnosti člověka
Úcta ukazuje, jak si vážíme ostatních a jakou hodnotu v nich vidíme. Zároveň se na tom odráží, jak si vážíme sami sebe. Ošetřující personál, tak reflektuje své hodnoty. Každý jedinec rozhoduje o svých zájmech, proto je nutnost ho do rozhodování o sobě samotném zapojit.

### Anonymita
Respektování důvěrných informací subjektu výzkumu, záruka neidentifikace konkrétních osob, které poskytují informace. Lze rozlišit tři druhy anonymity:
- Faktická (jméno účastníka výzkumu není známo)
- Psychologickou (jsou vyloučené „otázky na tělo“)
- Sociologickou (v průběhu zpracování dat nelze identifikovat zúčastněné)

### Důvěrnost
Slibuje, že jakákoliv data, která by mohla identifkovat účastníka výzkumu nebudou zveřejněna. Je zároveň chráněna zákonem na ochranu osobních údajů (zákon š. 101/2000 Sb)